# Резолюция Совета Безопасности ООН 1083
Резолюция Совета Безопасности Организации Объединённых Наций 1083 (код — S/RES/1083), принятая 27 ноября 1996 года, сославшись на все резолюции по ситуации в Либерии, в частности на резолюцию 1071 (1996), Совет продлил мандат Миссии ООН по наблюдению в Либерии (МООННЛ) до 31 марта 1997 года и обсудил вопросы, касающиеся МООННЛ.
Совет Безопасности отметил, что группировки в Либерии продолжали нарушать режим прекращения огня. Он приветствовал процесс разоружения в соответствии с Абуджийским соглашением и участие в нём всех сторон в соответствии с ранее достигнутыми договорённостями.
Ко всем группам была обращена просьба немедленно прекратить боевые действия, своевременно завершить разоружение и соблюдать договорённости, достигнутые Экономическим сообществом западноафриканских государств (ЭКОВАС) на встрече в августе 1996 года. Последнее было важно для того, чтобы выборы в 1997 году прошли в соответствии с планом, и международное сообщество было призвано поддержать проекты по работе и обучению в Либерии для обеспечения её восстановления. Совет Безопасности также самым решительным образом осудил подготовку и развёртывание детей-солдат и потребовал, чтобы все дети-солдаты были демобилизованы. Были осуждены нападения на Группу контроля Экономического сообщества западноафриканских государств, МООНЛ и агентства гуманитарной помощи, а также подчёркнута важность соблюдения прав человека.
Кроме того, ко всем странам был обращён призыв строго соблюдать эмбарго на поставки оружия в Либерию, введённое Резолюцией 788 (1992), и сообщать о нарушениях в комитет, созданный Резолюцией 985 (1995). Наконец, Генерального секретаря ООН Бутроса Бутроса-Гали попросили представить к 31 января 1997 года доклад о ходе работы по рекомендациям относительно возможной поддержки выборов 1997 года со стороны ООН.